# Francisco de las Carreras
Francisco de las Carreras (Buenos Aires, 1809 - íd., 1870) fue un abogado, juez y político argentino. Fue el primer presidente de la Corte Suprema de Justicia de la Nación Argentina, entre 1863 y 1870.
De las Carreras hizo sus estudios superiores sobre Leyes en la Universidad de Buenos Aires, volcándose a la política durante el gobierno de Juan Manuel de Rosas. Fue ministro de Hacienda de la Provincia de Buenos Aires durante la década de 1850.
En enero de 1863, cuando el presidente de la Nación Argentina, Bartolomé Mitre, formó la primera Corte Suprema de Justicia, fue nombrado ministro de la misma. Pero tras la negativa de Valentín Alsina a asumir como presidente de este órgano, el 1 de junio de 1863, De Carreras fue designado presidente, cargo que conservó hasta su muerte. 
Una calle en la ciudad de Mar de Ajó lleva su nombre en su homenaje.